# 岩澤幸子
岩澤 幸子(いわさわ さちこ、1978年9月21日 - )は、日本の女優である。
神奈川県出身。サイアン・インターナショナル所属。かつては株式会社bamboo所属に所属していた。血液型はA型。

## 略歴
- 扉座研究所4期生卒。

## 出演

### テレビドラマ
- 聴覚室/蟲（CX）主演
- 幸せになろうよ（CX）レギュラー
- 水曜ミステリー9「鉄道警察官・清村公三郎9」（テレビ東京）

### 映画
- ピカ☆ンチ LIFE IS HARDだけどHAPPY（堤幸彦監督、2001年）
- ナイン・ソウルズ（豊田利晃監督、2003年）
- 再海 - 海 役
- 深夜裁判（篠原哲雄監督、2011年）

### Vシネマ
- バウンティハンター - 白石役

### WEBシネマ
- 空気（総務省）

### 舞台
- 「いとしの儚」(紀伊国屋ホール・他)
- 「曲がり角の悲劇」(原宿デヴィエス)
- 「NINAGAWA 火の鳥」(さいたまスーパーアリーナ)
- 「LOVE LOVE LOVE 2001」(原宿デヴィエス)
- 「Getten」ユラ 役(こまばエミナース)
- 「Soldier of Fortune」こだま 役(六行会ホール)
- 「西遊記」楢崎お龍 役(相鉄本多劇場)
- 「天河異伝」桜井美鈴 役(相鉄本多劇場)
- 「2F〜ツーフロア〜」貞子 役 (シアタースパーク1)
- 「エンジョイ・チルドレン」ホンゴウアキ 役(劇場MOMO)
- 「ザッピング マリア」マキハラナユタ 役(大塚萬劇場)
- 「湯河原ドリフターズ」嵐淳 役(千本桜ホール)

### バラエティ
- スーパースペシャル（日本テレビ）
- もしも体感バラエティ if（関西テレビ、フジテレビ系）
- ハッピーボーイズアワー爆笑おすピー問題!（フジテレビ）
- HAPPY MUSIC YEAR 2004!（テレビ朝日）
- 行列のできる法律相談所（日本テレビ）
- 中居正広の金曜日のスマたちへ（TBS）

### ラジオ
- イワサワラジオ（Voice・Love・Network）メインパーソナリティ
- 岩澤居待 happy-go-lucky（全国コミュニティ放送局）ゲスト

### イベント
- 吉祥寺アニメワンダーランド2010